# Jean Brichaut
Jean Brichaut (29 de juliol de 1911 - 1962) fou un futbolista belga.

## Selecció de Bèlgica
Va formar part de l'equip belga a la Copa del Món de 1934.